# Fander Falconí
 (novembre 2016).
Pour les articles homonymes, voir Falconi.
Fander Falconí Benitez (né en 1962), est un économiste et homme politique équatorien. Ministre des Affaires étrangères depuis le 15 décembre 2008, succédant à María Isabel Salvador. Il est membre de l'Alianza País.